# Бласделл (Нью-Йорк)
Бласделл (англ. Blasdell) — селище (англ. village) в США, в окрузі Ері штату Нью-Йорк. Населення — 2539 осіб (2020).

## Географія
Бласделл розташований за координатами 42°47′47″ пн. ш. 78°49′57″ зх. д. / 42.79639° пн. ш. 78.83250° зх. д. (42.796526, -78.832401).  За даними Бюро перепису населення США в 2010 році селище мало площу 2,91 км², уся площа — суходіл.

## Демографія
Згідно з переписом 2010 року, у селищі мешкали 2553 особи в 1164 домогосподарствах у складі 624 родин. Густота населення становила 878 осіб/км².  Було 1253 помешкання (431/км²).
Расовий склад населення:
| - 95,7 % — білих - 1,4 % — чорних або афроамериканців - 0,4 % — корінних американців - 0,4 % — азіатів |

До двох чи більше рас належало 1,6 %. Частка іспаномовних становила 3,7 % від усіх жителів.
За віковим діапазоном населення розподілялося таким чином: 21,8 % — особи молодші 18 років, 64,1 % — особи у віці 18—64 років, 14,1 % — особи у віці 65 років та старші. Медіана віку мешканця становила 38,0 року. На 100 осіб жіночої статі у селищі припадало 89,4 чоловіків;  на 100 жінок у віці від 18 років та старших — 89,6 чоловіків також старших 18 років.
Середній дохід на одне домашнє господарство  становив 51 881 долар США (медіана — 41 520), а середній дохід на одну сім'ю — 64 255 доларів (медіана — 61 016). Медіана доходів становила 42 372 долари для чоловіків та 33 500 доларів для жінок. За межею бідності перебувало 16,3 % осіб, у тому числі 26,6 % дітей у віці до 18 років та 11,5 % осіб у віці 65 років та старших.
Цивільне працевлаштоване населення становило 1302 особи. Основні галузі зайнятості: освіта, охорона здоров'я та соціальна допомога — 22,6 %, мистецтво, розваги та відпочинок — 17,3 %, роздрібна торгівля — 13,0 %, виробництво — 12,8 %.